# Mr.ビーン カンヌで大迷惑?!
『Mr.ビーン カンヌで大迷惑?!』（Mr. Bean's Holiday）は、ローワン・アトキンソン主演のコメディ映画。1998年公開の映画『ビーン』の続編。
イギリスでは2007年3月30日に公開、北米では同年8月24日に公開された。2007年4月1日、イギリスで週末興行収入1位を果たした。

## あらすじ
くじ引きによりフランス・カンヌのビーチへの旅行とビデオカメラを当てたMr.ビーンだが、リヨン駅のカンヌ行列車の前で男に撮影を手伝ってもらったところ、その男を置き去りにしてしまう。列車内には既に男の息子であるステファンが乗車しており、ステファンにカメラを奪われたことでビーンは荷物を失い次の駅で降ろされてしまう。ステファンの父はカンヌ国際映画祭で審査員を務める映画監督・エミールだった。
エミールが乗った急行がビーンとステファンのいる駅を通過し、その時掲げていた「カンヌ」と下二ケタの隠れた電話番号を頼りに連絡を取ろうとするが、目当ての番号に行きつかずビーンは切符と金まで紛失。次の駅でつまみ出されてしまい、さらに電話の小銭を漁ろうとしたために駅からも追い出されてしまった。
道端でダンスを披露するなどして路銀を稼いだビーンとステファンはバスでカンヌに向かおうとするが、ビーンはまたバスの切符を紛失。その切符を足に張り付けた鶏を追ってステファンと離れてしまう。ビーンはヒッチハイクでカンヌを目指すもことごとく失敗し、歩いた果てについた村で一夜を過ごす。
その村でカーソン・クレイ監督のCM撮影に巻き込まれたビーンは、そのCMに出演していた女優サビーヌが乗っている車が、偶然にも自身の愛車であるミニとカラーやタイヤまで全く同じであることに感激し、さらにサビーヌが出演している映画の上映を見る為カンヌに向かうと聞いて乗せてもらうことにする。道中の給油所ではビーンを探していたステファンとも再会、合流する。
ようやくカンヌについた一行だが、ビーンはステファン誘拐犯として手配されており、警察の検問が行われていた。変装しサビーヌの家族と偽ることでなんとか潜り抜け、映画の上映を見ることに成功するも、映画はカーソンの姿が映し出されるばかりの退屈なもので、サビーヌの出演シーンは一つだけ、セリフは完全にカットされてしまっていた。その次のシーンでビデオカメラを持ったカーソンの姿を見たビーンは、以降の映像を今まで自分がビデオカメラで撮影してきたサビーヌとステファンの姿に差し替えて上映を始める。

## キャスト
※括弧内は日本語吹替声優
- Mr. ビーン - ローワン・アトキンソン（松山鷹志）
- サビーヌ - エマ・ドゥ・コーヌ（矢島晶子）
- カーソン・クレイ - ウィレム・デフォー（金尾哲夫）
- エミール - カレル・ローデン（田中正彦）
- ステファン - マックス・ボルドリー
- レストランのウェイター - ジャン・ロシュフォール

その他にも、ローワンの実娘であるリリー・アトキンソンが、映画冒頭のくじ引きのシーンで音響係の少女役で出演している。

## レイティング
2番目の予告編の宣伝映像は2007年1月下旬にオンライン公開された。
当初、MPAAのレイティングはPGだったが、ステファンがロシア語で"damn"と言った場面と、後半のシーンで"damn"という意味のフランス語が出てくる場面をカットしたところ、G指定に変更された。イギリスにおいては、ビーンが分別のない行動をとったということで全英映像等級審査機構がPG（保護者同伴による視聴が望ましい）に指定した。

## 日本語版キャンペーンソング
- ピストルバルブ「OEDO-808」